# HR 3803
HR 3803  is een ster in het sterrenbeeld Zeilen. de ster is niet te zien vanuit de Benelux.